# Burgstall Altenschönbach
Der Burgstall Altenschönbach bezeichnet eine abgegangene mittelalterliche Höhenburg vom Typus eines ebenerdigen Ansitzes auf dem Schlossberg etwa 2000 Meter südöstlich der Kirche in Altenschönbach, einem heutigen Stadtteil von Prichsenstadt im Landkreis Kitzingen in Bayern.
Von der ehemaligen Burganlage ist noch der Burghügel erhalten.